# 유중무
유중무(1875년 8월 21일~1956년 4월 7일)는 대한민국의 독립유공자이자 독립유공자 유우석, 유관순 남매의 작은아버지이다.

## 생애
1875년 8월 21일 충청도 목천현 이동면 지령리의 양반가에서 아버지 유윤기와 어머니 전주 이씨 이두건의 딸에게서 태어났다. 일찍 개신교 교사가 되어 고향의 감리교회를 이끌었다. 1919년 4월 1일 오후 1시에 천안군  갈절면 병천리 아우내장터에서 일어난 독립만세운동에 참여했으며 정치인 조병옥의 아버지 조인원이 태극기에 대한독립이라고 쓴 깃발을 세우고 기미독립선언서를 낭독한 뒤 독립운동을 선창하자 가족, 마을 사람들을 비롯한 약 3000명의 시위대와 함께 여세를 몰아 헌병주재소로 달려가 독립만세를 불렀다. 그러나 일본군이 시위대의 기세 때문에 총기를 난사했고 형과 형수가 이때 총에 맞아 순국했다.1919년 5월 9일 공주지방법원에서 5년을 선고받았으나 재심에서 3년형을 선고받았다. 상고했으나 9월 11일 고등법원에서 같은 혐의에 의해 상고가 기각돼 당일 서대문형무소에 입소됐다. 1921년 5월 10일 만기출옥한 뒤엔 은거하다가 1956년 4월 7일 별세했다. 사후에는 1977년 대통령 표창, 1990년 건국훈장 애족장이 추서되었다.